# Yoo In-young
Yoo Hyo-min, née le 5 janvier 1984 à Seoul, est une actrice sud-coréenne,,.

## Biographie
Yoo est surtout connue pour ses rôles dans A Man Called God (2010) et Dummy Mommy (2012). En 2013, Yoo a été choisie comme modèle pour Elizabeth Arden, le premier acteur coréen à représenter la marque de cosmétiques exclusivement dans la région asiatique,.

## Filmographie (sélection partielle)

### Cinéma
| Année | Titre                    | Rôle                        | Notes                       |
| ----- | ------------------------ | --------------------------- | --------------------------- |
| 2004  | Spy Girl                 | Woo Wol-ran                 |                             |
| 2006  | Les Formidables          | Han Mi-rae                  |                             |
| 2008  | Crazy Waiting            | Kang Jin-ah                 |                             |
| 2008  | Like Father, Like Son    | Ma-ri                       |                             |
| 2010  | Remember When            | La professeur de piano      | Court métrage, réalisatrice |
| 2011  | A Piano On the Sea       | Eun-soo                     |                             |
| 2012  | Rain and Rain            | Ji-eun                      |                             |
| 2013  | Queen of the Night       | Le rendez-vous de Young-soo | Caméo                       |
| 2015  | Veteran                  | Da-hye                      |                             |
| 2016  | Misbehavior              | Choo Hye-young              | [ 6 ]                       |
| 2017  | House of the Disappeared | Yeon-hee adulte             | Caméo                       |
| 2018  | Cheese in the Trap       | Baek In-ha                  | [ 7 ]                       |
| 2022  | A Day in Tongyeong       | Hee-yeon                    | ,                           |

### Télévision
| Année | Titre                                       | Rôle                    | Notes       |
| ----- | ------------------------------------------- | ----------------------- | ----------- |
| 2005  | Loveholic                                   | Yoon Ja-kyung           |             |
| 2006  | The Snow Queen                              | Lee Seung-ri            |             |
| 2008  | My Precious You                             | Baek Se-ra              |             |
| 2010  | A Man Called God                            | Jang-mi                 |             |
| 2012  | Dummy Mommy                                 | Oh Chae-rin             |             |
| 2013  | Wonderful Mama                              | Lee Soo-jin             |             |
| 2013  | Empress Ki                                  | Yeon Bi-su              |             |
| 2013  | My Love from the Star                       | Han Yoo-ra              | Caméo       |
| 2014  | The Three Musketeers                        | Jo Mi-ryeong            |             |
| 2015  | Mask                                        | Choi Mi-yeon            |             |
| 2015  | Oh My Venus                                 | Oh Soo-jin              |             |
| 2016  | Goodbye Mr. Black                           | Yoon Ma-ri              |             |
| 2017  | My Golden Life                              | Jang So-ra              |             |
| 2018  | Hold Me Tight                               | Shin Da-hye             |             |
| 2020  | Good Casting                                | Im Ye-eun / Im Jung-eun |             |
| 2022  | Crazy Love                                  | Baek Soo-young          | Second rôle |
| 2025  | Please Take Care of the Five Eagle Brothers | Ji Ok-boon              |             |